# Social Blade
Social Blade (иногда пишется SocialBlade) — веб-сайт, который отслеживает статистику и аналитику социальных сетей, таких как YouTube, Instagram, Твиттер, Facebook, Mixer, Dailymotion и DLive. Генеральным директором Social Blade является Джейсон Урго.

## История
Джейсон Урго, генеральный директор Social Blade, запустил веб-сайт в феврале 2008 года, чтобы отслеживать статистику для сайта Digg. В 2010 году сайт переключился на отслеживание статистики YouTube. В октябре 2012 года Social Blade стала ООО. В 2014 году Social Blade запустила консалтинговые услуги и услуги по управлению каналами.
24 октября 2018 года Social Blade запустила популярную прямую трансляцию для отслеживания «гонки» по количеству подписчиков между T-Series и Пьюдипаем в онлайн-противостоянии. По состоянию на апрель 2019 года прямой эфир регулярно имел 900 зрителей и привёл к значительному увеличению числа их подписчиков. Чтобы привлечь внимание в апреле 2019 года Social Blade выпустили первоапрельскую шутку, где они позволили пользователям изменить количество подписчиков и ранги до неимоверно высоких чисел.
С сентября 2019 года Social Blade теперь не показывает подробно количество подписчиков у каналов, которые имеют больше 1000 подписчиков.

## Сбор данных и другие функции
На своей странице часто задаваемых вопросов (FAQ) Social Blade написали, что «чтобы наилучшим образом масштабировать наше отслеживание для удовлетворения потребностей миллионов пользователей Social Blade, мы извлекаем данные из публичного API YouTube. Это означает, что мы получаем ту же информацию, которую вы видите на общедоступных страницах канала YouTube, мы просто работаем, чтобы изучить эти данные в течение нескольких дней и объединить их в формат отображения, который полезен для вас». Social Blade также содержит прогнозы по количеству подписчиков. Social Blade также предоставляет обновления количества подписчиков в режиме реального времени.
SocialBlade также отличился работой с создателями контента и многоканальными сетями YouTube, чтобы помочь авторам с сотрудничеством.

## Признание

### Соцсети
В официальном аккаунте YouTube в Твиттере, @TeamYouTube, написали, что «пожалуйста, знайте, что сторонние приложения, такие как SocialBlade, не точно отражают активность подписчиков». В официальном аккаунте Social Blade Твиттере ответили на этот твит, прокомментировав: «мы не создаём данные. Мы получаем его из YouTube API. Мы полагаемся на его точность».

### Средства массовой информации
Данные и аналитика Social Blade были использованы различными новостными изданиями (такими как Money, NBC и HuffPost), а также изданиями, ориентированными на интернет-культуру (такие как Kotaku, Polygon и Tubefilter).
Помимо использования статистики подписчиков, сообщаемой Social Blade, СМИ также ссылаются на Social Blade в отношении предполагаемого дохода создателя контента или учётной записи. HuffPost пишут, что «Social Blade оценивает прибыль для каждого канала YouTube на основе денег, полученных за каждую тысячу просмотров рекламы. Эти оценки не точны. Вместо этого они указывают минимальную и максимальную сумму, которую может заработать канал; в некоторых случаях диапазон может быть огромным». Менеджер службы поддержки Social Blade Дженна Арнольд заявила, что «диапазон огромен, потому что CPM [стоимость за тысячу просмотров] сильно различается. Он может быть в среднем от $0,25 до $4,00». Урго также прокомментировал диапазон в $0.25 – $4.00 за 1000 просмотров, заявив, что «эти данные меняются время от времени и не являются точными, но в целом верны для большинства каналов».
Блог Social Blade также был отмечен как «постоянно обновляемый статьями и новостями, представляющими интерес для создателей контента, помогая им оставаться в курсе развивающихся тенденций и способов более эффективного использования YouTube и других социальных медиа-сервисов».